# Жондково
Жондково (пол. Rządkowo) — село в Польщі, у гміні Пйонтниця Ломжинського повіту Підляського воєводства.
Населення — 84 особи (2011).
У 1975-1998 роках село належало до Ломжинського воєводства.

## Демографія
Демографічна структура станом на 31 березня 2011 року:
|          | Загалом | Допрацездатний вік | Працездатний вік | Постпрацездатний вік |
| -------- | ------- | ------------------ | ---------------- | -------------------- |
| Чоловіки | 39      | 8                  | 27               | 4                    |
| Жінки    | 45      | 12                 | 26               | 7                    |
| Разом    | 84      | 20                 | 53               | 11                   |